# Jean-Jacques Germain Pelet-Clozeau
Jean-Jacques Germain Pelet-Clozeau, né à Toulouse le 15 juillet 1777 et mort le 20 décembre 1858 à Paris, est un général français de l’Empire. Les sources divergent pour ce qui est de son premier prénom composé : par exemple Christian Audebaud, auteur d'une biographie consacrée au général Pelet l'appelle Jean-François Germain Pelet-Clozeau. Autre exemple : la plaque commémorative sur sa maison natale de Toulouse indique Jean-Pierre Pelet-Clozeau. Mais pour les autres sources il est toujours Jean-Jacques Germain Pelet-Clozeau.

## Biographie
De 1790 à 1795 : il fait ses études au collège royal de Toulouse (collège national en 1791).
De 1795 à 1799 :  il est élève à l'école des Sciences et des Arts de Toulouse.
En 1799 il est engagé volontaire à Toulouse. Il est admis dans le corps des officiers ingénieurs géographes. Puis il devient l'aide de camp du général Aubugeois.
En 1800 il est employé aux travaux du génie à l'armée.
De 1801 à 1805 : il participe aux travaux pour l'établissement de la carte d'Italie sous la direction du colonel Brossier.
En 1802 il est promu lieutenant.
En octobre 1805 il est aide de camp du général André Masséna.
En 1807 il sert en Pologne en tant que capitaine.
En 1809 il sert en Autriche, puis est élevé au grade d'officier de la Légion d'honneur.
En 1810-1811, il sert au Portugal, toujours comme aide de camp de Masséna. 
En 1812, il sert en Russie, participe à la Campagne de Russie puis à la Retraite de Russie. Et en 1813 il sert en Allemagne
En 1814-1815 il sert en France et en Belgique et commande la brigade de chasseurs à pied de la Vieille Garde, notamment à Waterloo...
Le 23 septembre 1823 il épouse Antoinette Marguerite Henriette-Eudoxie d'Amalric (≈1800-1866), d'une ancienne famille provençale, fille de François-de-Sales d'Amalric (1757-≈1813) et de Marguerite-Sophie de Logier,. Il acquiert la maison de campagne de Villenoy (devenue la mairie).
En 1830 il est créé baron à titre personnel.
En 1831, Pelet est autorisé à s'appeler Pelet-Clozeau (pour se distinguer des homonymes ou prendre le nom d'une de ses propriétés de Villenoy).
Général de brigade, maréchal de camp, il est également anobli avec le titre de baron Jean-Jacques Germain Pelet-Clozeau.

## États de service
Il commanda la division de la Jeune Garde en 1814, après la bataille de Brienne quand furent tués le général Decouz et le contre-amiral Baste qui en étaient les précédents commandants ; puis le 6 mars 1814 il prit le commandement des chasseurs à pied de la Garde Impériale. 

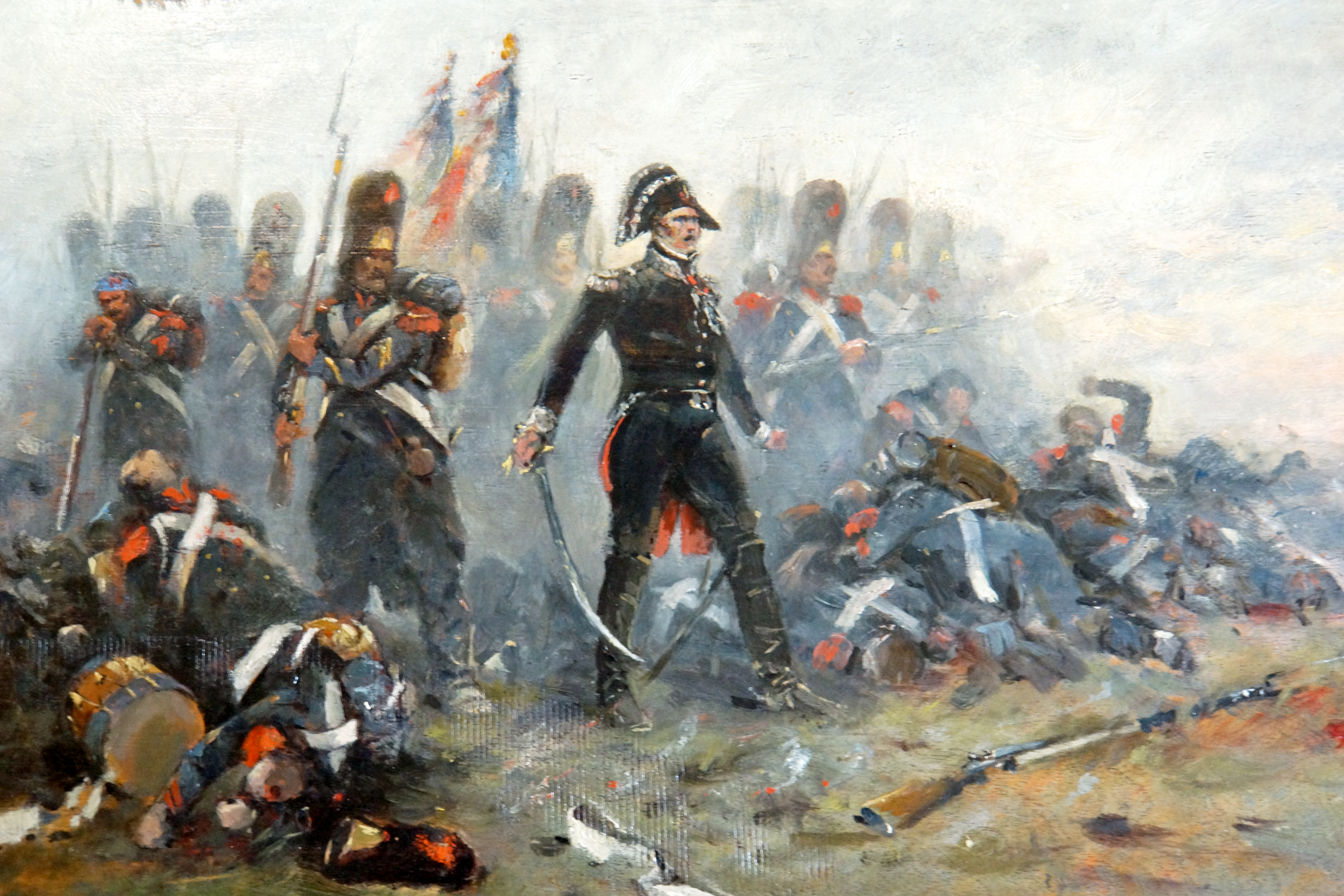
Les derniers carrés de la Vieille Garde à Waterloo. Au centre, le général Cambronne, à moins que ce ne soit plutôt le général Pelet, car Cambronne dans ces moments était à cheval (voir "Bataille de Waterloo"), et Pelet commandait, lui, les chasseurs à pied. Photo du tableau par Dennis Jarvis.

Il a notamment commandé le 2e régiment de chasseurs à pied de la Garde impériale (Vieille Garde) à Waterloo. 
Après ceux bien connus du maréchal Ney (quoiqu'un peu inconsidéré dans son cas,) et du général Cambronne, le général Pelet y a montré un comportement souvent qualifié d'héroïque. Notamment lors de la reprise, sur les prussiens de Blücher, du village de Plancenoit par deux bataillons de la Vieille Garde alors placés sous ses ordres directement par l'Empereur,. Plus tard, ayant rassemblé autour de lui une poignée d'hommes rescapés de la Vieille Garde et un porte-aigle pour former un dernier carré, isolé au milieu de la cavalerie anglaise, il aurait dit :

« À moi chasseurs de la Vieille Garde, sauvons l'Aigle ou mourons près d'elle ! »,.

« Tous les Gardes valides entendant ce cri retournent se rallier autour de leur emblème ». Ce sursaut a eu un effet positif, au cœur de la débandade de la Grande Armée qui a commencé, et où même la Vieille Garde a dû reculer après avoir contenu pendant quelque temps l'avance alliée, puisque « à Plancenoit, où la lutte s'est poursuivie avec un acharnement extraordinaire, deux bataillons de la Vieille Garde [ceux que commande Pelet] ont tenu le village jusqu'à la tombée du jour, permettant le repli des débris [des troupes] du maréchal Lobau ».  
Plus tard, promu lieutenant général et directeur du dépôt de la guerre par le gouvernement de Juillet, il introduisit de nombreuses réformes dans le service topographique. Il est en particulier un fervent partisan de la réalisation de la « carte de France » plus connue sous le nom de « carte d'état-major » dont les premières planches paraissent en 1833. Il a également présidé la commission, constituée à la demande de Napoléon III, qui dirigea la publication de la correspondance de Napoléon Ier.
Son nom est gravé sur l'Arc de triomphe de l'Étoile, pilier Est, 19e colonne. 

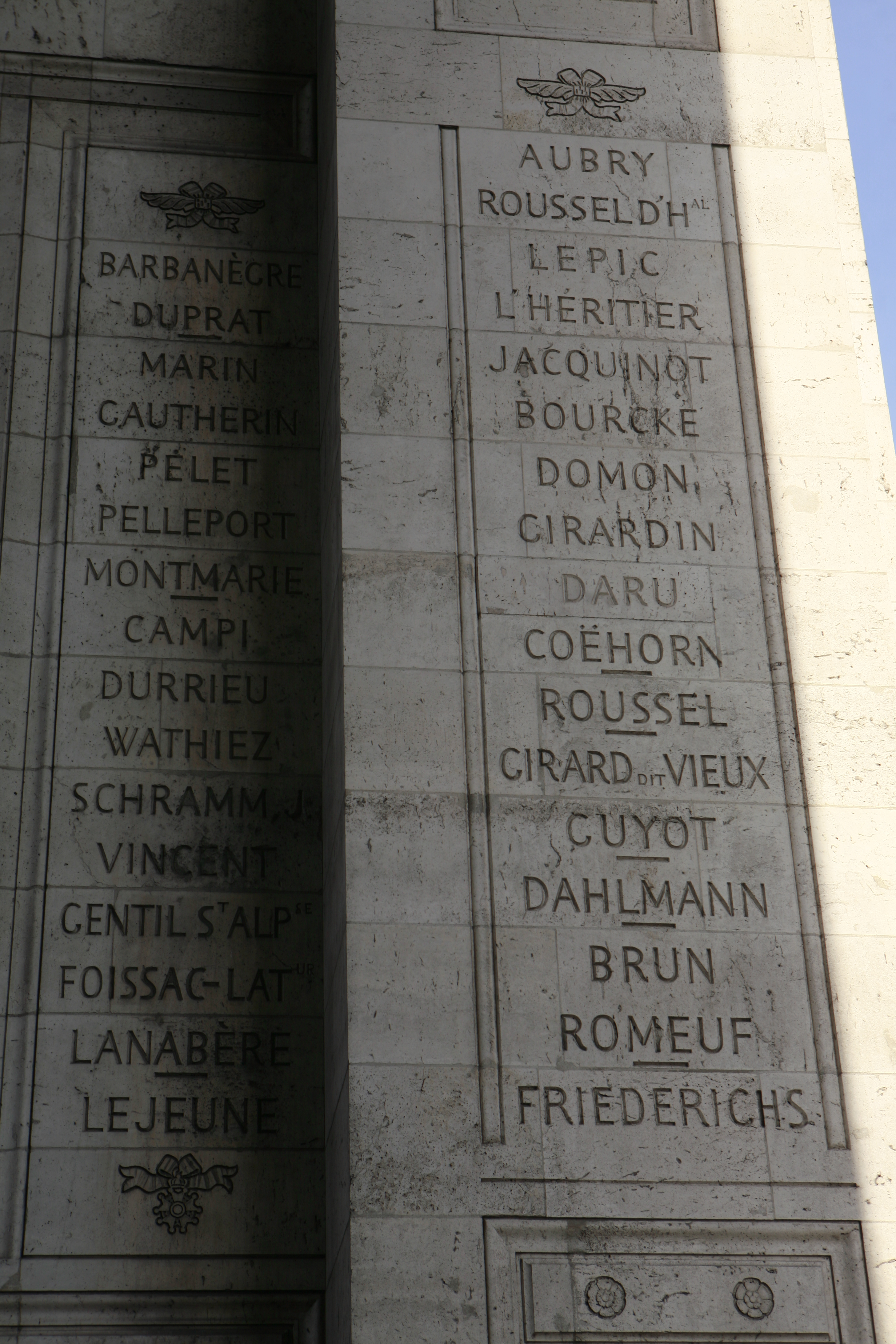
Noms gravés sous l'arc de triomphe de l'Étoile : pilier Sud, 19e et. Le nom du général Pelet est le cinquième à partir du haut sur la colonne de gauche

L'un de ses rares descendants (indirect, car ses deux seuls fils sont morts enfants), le docteur José Pelet (1919-2007) a habité la commune de Waterloo durant de longues années, ironie de l'histoire ?...

## Mandats électifs
Il est élu député centre-gauche de la Haute-Garonne en 1831, puis en 1834. À la suite de la déchéance prononcée contre Victor Pilhes, il est élu lors de l'élection partielle le 10 mars 1850 représentant de l’Ariège à l’Assemblée Législative en tant que membre du parti de l'Ordre. Il fut également sénateur du Second Empire.

### Quelques-unes de ses œuvres
- Général Jean-Jacques Germain Pelet, Baron, Mémoires sur la guerre de 1809, en Allemagne, avec les opérations particulières des corps d'Italie, de Pologne, de Saxe, de Naples et de Walcheren, Paris, Roret, 1824-1826 (présentation en ligne).
- Général Jean-Jacques Germain Pelet, Baron, Mémoires sur ma campagne du Portugal : 1810-1811, avec 8 cartes du général Pelet, Paris, Éditions Historiques F. Teissèdre, coll. « du bicentenaire de l’Épopée Impériale », 2003 (rééd.), 706 p. (ISBN 978-2912259769 et 2912259762, présentation en ligne). 
Voir aussi la présentation en ligne de l'ouvrage sur le site de l'éditeur (Pelet-Clozeau : Mémoires sur ma campagne du Portugal), avec les raisons actuelles de l'intérêt historique indéniable des analyses du général Pelet et des faits qu'il rapporte, dans la réédition en 2003 du livre par Christian Schneider : notamment pour la compréhension des causes, à la fois tactiques et stratégiques, de l'échec de cette campagne livrée aux troupes anglaises présentes en soutien aux portugais et aux espagnols insurgés contre la présence française dans la péninsule ibérique. 
« Le bonapartiste militant qu'il [Pelet] deviendra plus tard ne l'empêche pas de critiquer Napoléon et même Masséna dont il était le conseiller et le confident. Un des passages les plus intéressants du livre relate les entrevues des 6 et 8 avril 1811 avec Napoléon auprès duquel Pelet-Clozeau était venu défendre l'action de son chef »[14]. Le mélange de lucidité et de fidélité dont Pelet fit preuve lors de ces entrevues plaira d'ailleurs à l'Empereur, et, sa colère passée, sera salué par lui. 
La notice conseille aussi la lecture, en parallèle de ces mémoires du général Pelet, des Souvenirs du général Béchet de Léocour (même éditeur et même conseiller d'édition[15]), « dont une partie décrit la campagne du Portugal de 1810-1811. Béchet, qui était le chef d’état-major du maréchal Ney, évoque souvent le nom de Pelet. Comme on le sait, les deux maréchaux ne s’entendaient pas, et leurs subordonnés ont beau regretter leurs disputes qui ont été une des raisons de l’échec de la campagne, ils justifient l’action de leurs supérieurs respectifs. La confrontation des deux mémoires permettra au lecteur de se faire une opinion »[14]. 
Cette campagne, un des épisodes malheureux, du point de vue de la France, de celle qu'on appellera la Guerre d'indépendance espagnole, marque le début des revers terrestres français, anticipés par la défaite navale de Trafalgar, et qui précipiteront, avec la Campagne de Russie et sa désastreuse retraite, la chute du Premier Empire.
- Général Pelet, Capitaine Bonnet et Général-Major Everts, Carnets et Journal sur la campagne de Russie, Paris, Librairie Historique F. Teissèdre, coll. « du bicentenaire de l’Épopée Impériale ». Cet ouvrage est commenté ainsi par son éditeur-libraire : « Un commentaire vivant sur une période tourmentée de l'Empire par trois officiers (deux Français et un Hollandais), à travers le combat de Krasnoë (ou bataille de Krasnoï) et la retraite de Ney sur le Dniepr racontés et expliqués par le général Pelet, le Journal (1812) de Guillaume Bonnet et les mémoires inédits de Henri-Pierre Everts (Campagne et captivité de Russie) ».

### Ouvrages sur lui
- « Jean-Jacques Germain Pelet-Clozeau », dans Adolphe Robert et Gaston Cougny, Dictionnaire des parlementaires français, Edgar Bourloton, 1889-1891 [détail de l’édition]
- Christian Audebaud, Le général baron Pelet-Clozeau 1777-1858 : la Science et la Gloire, Paris, Éditions S.P.M., coll. « Kronos », 1998, 194 p. (ISBN 978-2901952282 et 2901952283, présentation en ligne) la 4e de couverture. Publié avec le concours de la Fondation Napoléon.